# Heidi Achleitner
Heidi Achleitner (* 1972 in Linz, Oberösterreich) ist eine ehemalige österreichische Skibobfahrerin. Mit neun Weltmeistertiteln in allen Disziplinen gehört sie zu den erfolgreichsten Athletinnen der nichtolympischen Sportart. 

## Biografie
Die für den ASKÖ Schibob Club (SBC) Linz startende Heidi Achleitner begann im Alter von acht Jahren mit dem Skibobsport und bestritt bereits 1980 in Krispl-Gaißau ihr erstes Rennen. 1992 gewann sie bei den Weltmeisterschaften in Zell am See in der Kombination ihre erste Bronzemedaille. Ein Jahr später holte sie in Špindlerův Mlýn gleich vier Medaillen, darunter Gold in der Abfahrt. Im Gesamtweltcup erreichte sie als Zweite ein Karrierehoch und musste sich nur der Tschechin Irena Francová geschlagen geben.
1994 gewann Achleitner in Adelboden zum ersten und einzigen Mal in ihrer Laufbahn fünf von fünf möglichen WM-Medaillen und feierte mit Gold in Slalom und Kombination ihre Weltmeistertitel zwei und drei. Zwei Jahre danach war sie in Villach erneut erfolgreich, gewann Gold in Abfahrt und Super-G sowie Silber im Riesenslalom. Nachdem sie bei den beiden folgenden Austragungen zwar weitere Medaillen geholt hatte, aber ohne Titel geblieben war, kehrte sie 1999 in Adelboden an die Spitze zurück. Mit ihrem Titel im Riesenslalom gelang ihr als dritter Skibobfahrerin nach Petra Wlezcek und Irena Francová der Gewinn von Goldmedaillen in allen Disziplinen. Zudem holte sie im Slalom eine weitere Gold- sowie die Silbermedaille im Super-G. Ihren letzten Weltcupsieg feierte sie im Dezember 1999 in einem Super-G in Neukirchen am Großvenediger. Im Rahmen ihrer letzten Weltmeisterschaften in St. Johann im Pongau schaffte sie noch einmal vier Medaillengewinne, darunter Gold in Abfahrt und Kombinationswertung. Nach mehreren dritten Rängen in der Weltcup-Gesamtwertung wurde sie 2000 noch einmal Zweite, musste sich nur der Tschechin Alena Housová beugen. Im Anschluss an die Saison beendete sie aus gesundheitlichen Gründen ihre aktive Laufbahn.
Nach dem Karriereende arbeitete sie als Pressebetreuerin und Funktionärin für den Österreichischen Skibobverband (ÖSBV).

## Erfolge

### Weltmeisterschaften
- 9 Goldmedaillen (3 Abfahrt, 1 Super-G, 1 Riesenslalom, 2 Slalom, 2 Kombination)
- 8 Silbermedaillen (1 Abfahrt, 3 Super-G, 3 Riesenslalom, 1 Slalom)
- 8 Bronzemedaillen (3 Super-G, 1 Riesenslalom, 4 Kombination)

### Weltcup-Platzierungen
| Saison      | Platz | Punkte |
| ----------- | ----- | ------ |
| bis 1991/92 | ?     | ?      |
| 1992/93     | 2.    | ?      |
| 1993/94     | 3.    | ?      |
| 1994/95     | ?     | ?      |
| 1995/96     | 3.    | ?      |
| 1996/97     | ?     | ?      |
| 1997/98     | ?     | ?      |
| 1998/99     | 3.    | ?      |
| 1999/00     | 2.    | 155    |

### Weitere Erfolge
- mehrere österreichische Staatsmeistertitel in allen Disziplinen

## Auszeichnungen
- 1996: Silbernes Ehrenzeichen des Landes Oberösterreich